# Geschützter Landschaftsbestandteil Ölmühlenteich

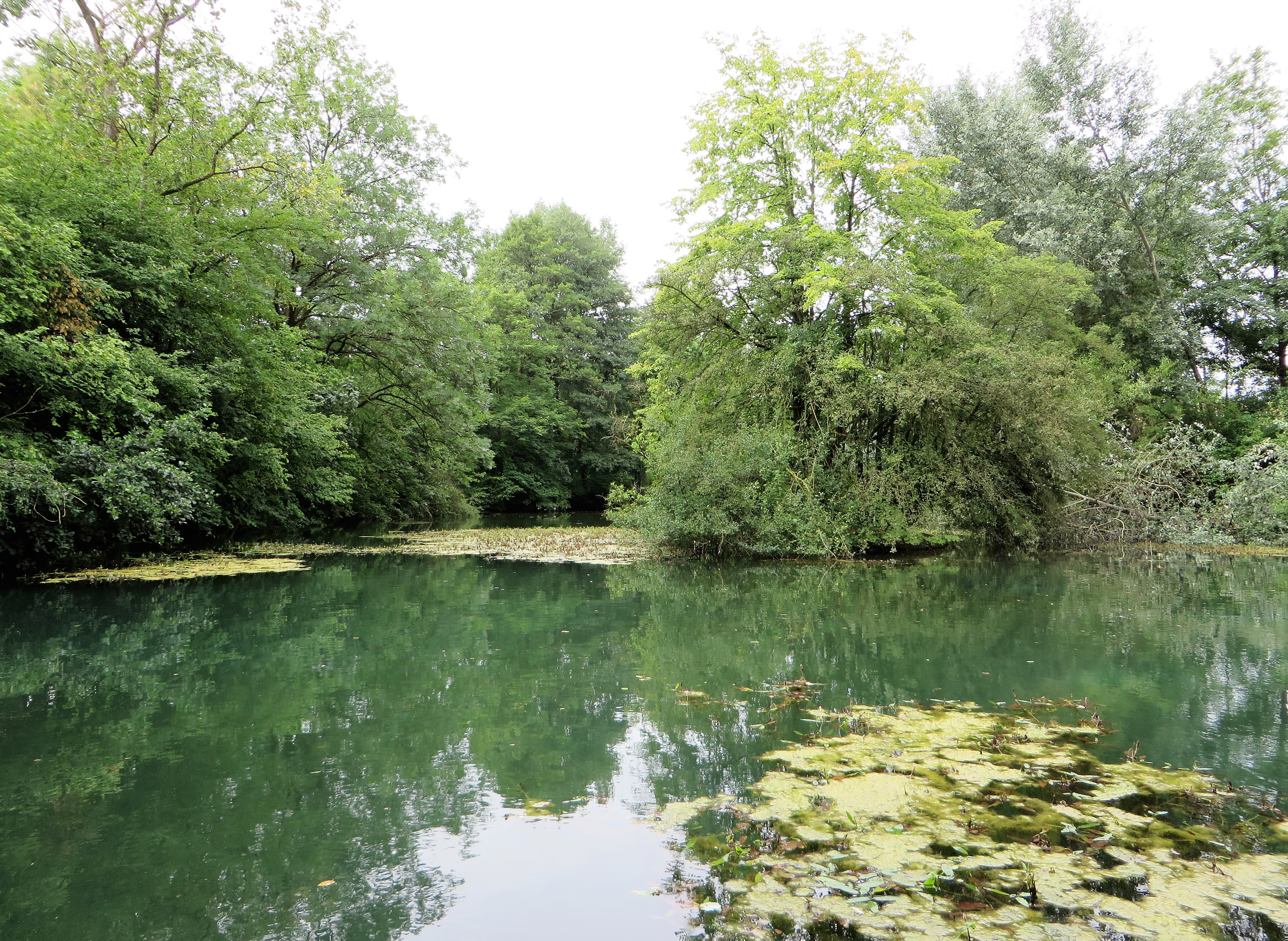
Geschützter Landschaftsbestandteil Ölmühlenteich

Der Geschützte Landschaftsbestandteil Ölmühlenteich mit einer Flächengröße von 0,7 ha liegt auf dem Gebiet der kreisfreien Stadt Hagen in Nordrhein-Westfalen. Der LB wurde 1994 mit dem Landschaftsplan der Stadt Hagen vom Stadtrat von Hagen ausgewiesen.

## Beschreibung
Beschreibung im Landschaftsplan: „Es handelt sich um einen Teich nördlich von Herbeck mit artenreichen Röhrichtzonen sowie um einen gehölzbestandenen Umflutgraben des Ölmühlenbaches.“

## Schutzzweck
Laut Landschaftsplan erfolgte die Ausweisung „zur Sicherung der Leistungsfähigkeit des Naturhaushalts durch Erhalt eines Lebensraumes, insbesondere für die Pflanzengesellschaften und Tiergemeinschaften der Stillgewässer und ihrer Uferbereiche“.